# Зубин-Поток (община)
Зубин-Поток (серб. Зубин Поток) — община в Сербии, входит в  Косовско-Митровицкий округ. Часть Северного Косова, с преобладанием сербского населения. Согласно административно-территориальному делению частично признанной Республики Косово, входит в её состав, однако властями Косова не контролируется.
Население составляет около 14 900 чел. Занимаемая площадь — 328 км². С 1999 года, как и весь Косовско-Метохийский край, занята американскими и европейскими войсками НАТО.
Административный центр общины — город Зубин-Поток. Община Зубин Поток состоит из 63 населённых пунктов, средняя площадь населённого пункта — 5,2 км².

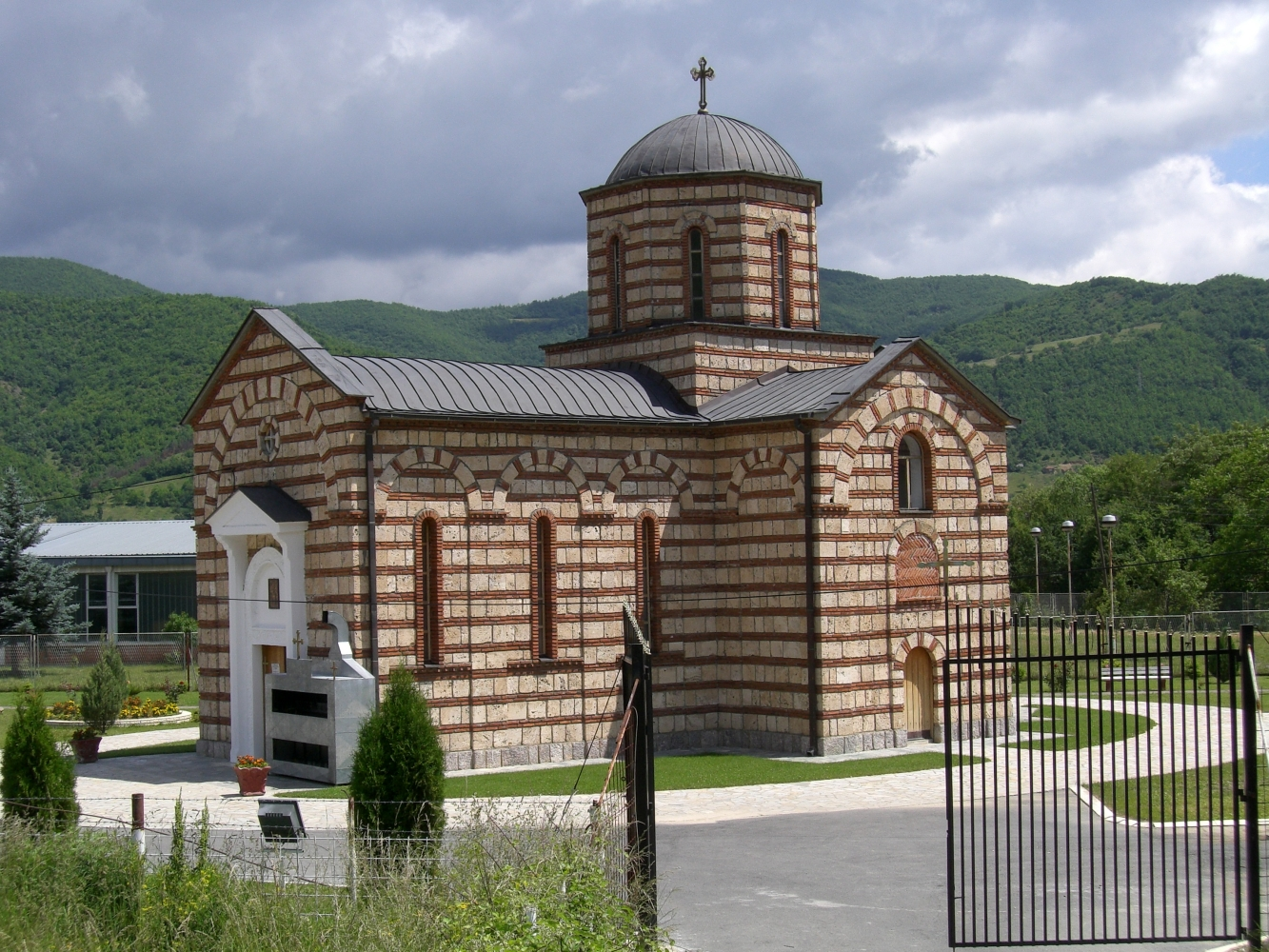
Церковь Святой Троицы, Зубин-Поток